# Wobble-Hypothese
Die Wobble-Hypothese (engl. wobble wackeln, zu Deutsch Wackelbasen-Hypothese) ist eine Erklärung für die Beobachtung, dass der genetische Code ein degenerierter Code ist und nicht mehr als 41 verschiedene tRNAs in einer Zelle existieren. Die Hypothese wurde 1966 von Francis Crick formuliert.

## Problemstellung
Mit den vier Basen Adenin (A), Cytosin (C), Guanin (G) und Uracil (U) lassen sich 64 verschiedene Tripletts bilden. Drei dieser Tripletts werden bei der Translation als Stopp-Signal interpretiert, die übrigen 61 codieren Aminosäuren. Da aber nur 20 kanonische Aminosäuren (Selenocystein und Pyrrolysin werden als 21. und 22. proteinogene Aminosäure durch Stoppcodons codiert) vorkommen, kann eine Aminosäure durch verschiedene Codon-Tripletts codiert werden (siehe: Genetischer Code). Zum Beispiel codieren sechs verschiedene Tripletts für die Aminosäure Serin.
Da im Genom in der Regel die verschiedenen Codons für die gleiche Aminosäure tatsächlich vorkommen (siehe auch: Codon Usage), müssten eigentlich für alle 61 Tripletts verschiedene tRNAs vorhanden sein, die alle unterschiedliche Anticodons besitzen, teilweise aber dieselbe Aminosäure tragen. Man hat jedoch festgestellt, dass in einer Zelle je nach Organismus nur bis zu 41 verschiedene tRNAs existieren. Folglich müssen einige dieser 41 tRNA an unterschiedliche Tripletts binden können.

## Lösung durch die Wobble-Hypothese
Die Tripletts, die für dieselbe Aminosäure codieren, unterscheiden sich oft nur in ihrer dritten Base. Die Tripletts 5’–UCC–3’ und 5’–UCU–3’ codieren zum Beispiel beide für Serin. An beide Tripletts kann nun die tRNA mit dem Anticodon 3’–AGG–5’ binden, was in einem der beiden Fälle zu der unüblichen Basenpaarung G–U führt. Damit diese Paarungen möglich sind, müssen die Basen aus ihrer Position am Ribosom während der Translation „herauswackeln“. Diese Paarungen werden deshalb als Wobble-Paarungen bezeichnet.
Von der Wobble-Paarung ist also nur die letzte Base betroffen, also die in 3’-Richtung auf der mRNA bzw. komplementär in 5’-Richtung auf der tRNA. Die erste und zweite Base bilden stets die üblichen Watson-Crick-Paarungen (A–U und G–C):
```
  tRNA             tRNA
3’–AGG–5’        3’–AGG–5’
   |||     oder     |||
5’–UCC–3’        5’–UCU–3’
  mRNA             mRNA
```

Inosin (I) kann mit Cytosin (C), Uracil (U) und Adenin (A) eine Basenpaarung eingehen. Darüber hinaus ist nach der Wobble-Hypothese auch die unübliche Basenpaarung Guanin (G) – Uracil möglich.

Ein besonderes Beispiel ist die Base Hypoxanthin (I, benannt nach dem zugehörigen Nukleosid Inosin), die in der Regel nicht in der mRNA oder DNA vorkommt. Dafür kann sie in tRNAs an der Wobble-Position eingebaut sein und die Bindung zu Adenin, Uracil und Cytosin ermöglichen. Die tRNA mit dem Anticodon 3’–UAI–5’ kann daher an die mRNA-Tripletts 5’–AUA–3’, 5’–AUU–3’ und 5’–AUC–3’ binden, die alle für Isoleucin codieren.
Folgende Basenpaarungen sind nach der Wobble-Hypothese möglich:
| 3. Base des mRNA-Codons | entsprechende Base des tRNA-Anticodons |
| ----------------------- | -------------------------------------- |
| G                       | C                                      |
| U                       | A                                      |
| A, auch G               | U, Ψ                                   |
| C, auch U               | G                                      |
| U, C, oder A            | I                                      |

Damit kann eine tRNA an verschiedene Codon-Tripletts gebunden werden. Es werden nicht für alle 61 Aminosäure-codierende mRNA-Codons verschiedene tRNAs benötigt. Tatsächlich finden sich bei den verschiedenen Organismen meist nur 30 bis 41 verschiedene tRNA-Moleküle (beim Menschen 31, in Mitochondrien nur 22.)
Die Bedeutung der Wobble Base kann in einem Kompromiss zwischen Schnelligkeit und Sicherheit bei der Proteinsynthese liegen.
Die folgende Tabelle zeigt einige Beispiele für tRNAs, die nach der Wobble-Hypothese an verschiedene mRNA-Codons binden können:
| Aminosäure              |         | Codon der mRNA                | Anticodon der tRNA |
| ----------------------- | ------- | ----------------------------- | ------------------ |
| Alanin                  | tRNAala | 5’–GCx–3’ mit x = A, U oder C | 3’–CGI–5’          |
| Cystein                 | tRNAcys | 5’–UGx–3’ mit x = U oder C    | 3’–AGA–5’          |
| Methionin (bei E. coli) | tRNAmet | 5’–AUG–3’                     | 3’–UAC+–5’         |
| Phenylalanin            | tRNAphe | 5’–UUx–3’ mit X = U oder C    | 3’–AAGm–5’         |
| Serin                   | tRNAser | 5’–UCx–3’ mit x = A, U oder C | 3’–AGI–5’          |
| Tyrosin                 | tRNAtyr | 5’–UAx–3’ mit x = U oder C    | 3’–AΨG–5’          |
| Valin                   | tRNAval | 5’–GUx–3’ mit x = A, U oder C | 3’–CAX–5’          |